# Comté de Muskegon
Pour les articles homonymes, voir Muskegon (homonymie).
Le comté de Muskegon (Muskegon County en anglais) est à l'ouest de la péninsule inférieure de l'État du Michigan, sur la rive du lac Michigan. Son siège est Muskegon. Selon le recensement de 2000, sa population est de 170 200 habitants.

## Géographie
Le comté a une superficie de 3 780 km2, dont 1 319 km2 sont de terre.

### Comtés adjacents
- Comté d'Oceana (nord)
- Comté de Newaygo (nord-est)
- Comté de Kent (est)
- Comté d'Ottawa (sud)